# Isala

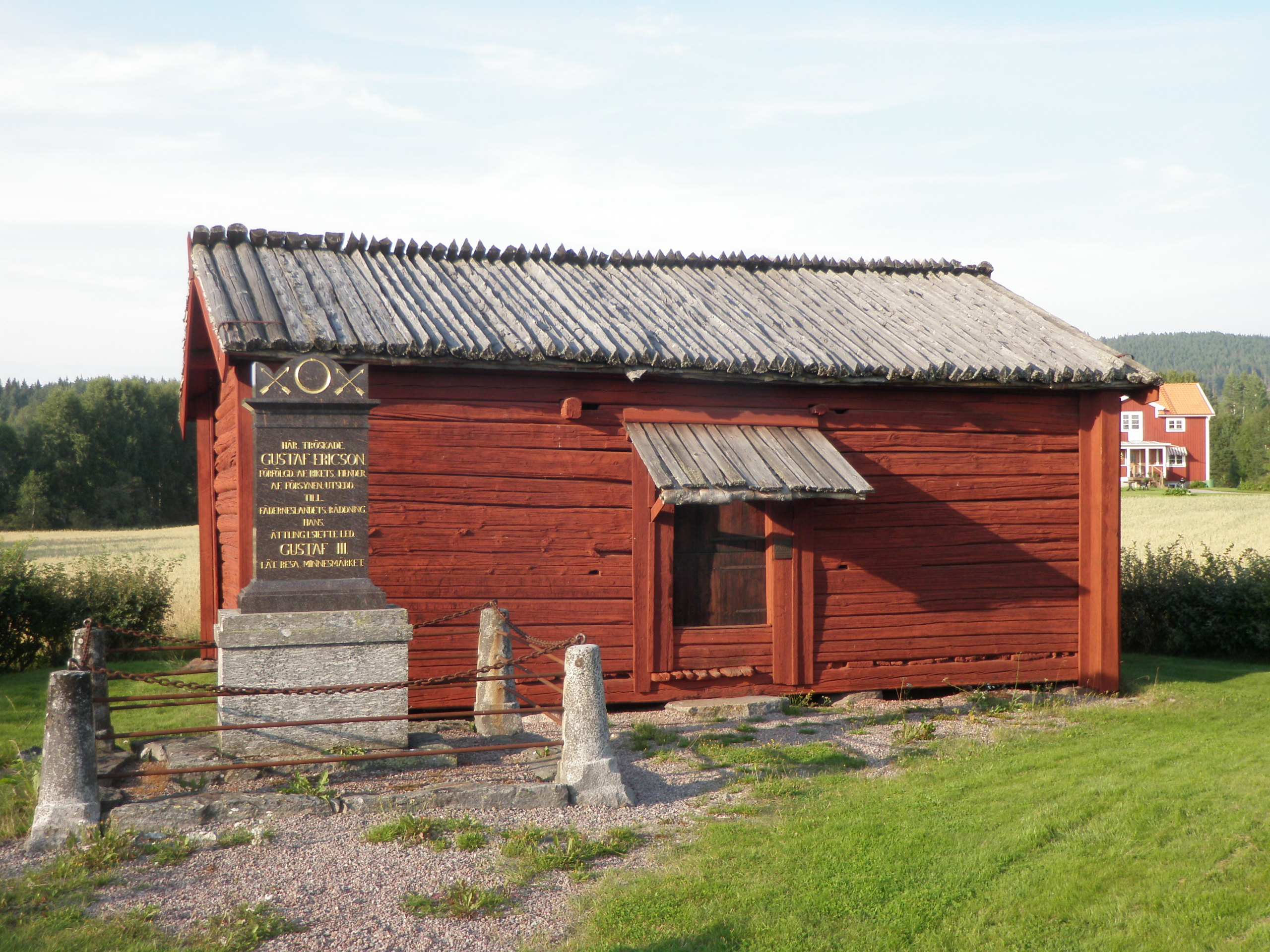
Isala kungslada, die „Königsscheune“

Isala ist ein Weiler nördlich von Svärdsjö in der schwedischen Provinz Dalarna. Der Ort ist bekannt dafür, dass sich der spätere schwedische König Gustav Wasa dort in einer Scheune vor dänischen Truppen versteckt haben soll.

## Isala und Gustav Wasa

Gustaf Wasa in Sven Elfssons Haus in Isala 1520 (Johan Gustaf Sandberg)

Der Sage nach soll Gustav Vasa sich im Winter 1520 bei einem Bauern in Isala versteckt haben. Die Frau des Bauern, der, je nach Quelle, Sven Alfson, Sven Elfsson, Sven Nilsson oder Sven Algotsson genannt wird, soll Gustav Vasa bei einer Gelegenheit dadurch gerettet haben, dass sie ihm mit einer Brotschaufel verdrosch, um den Verdacht dänischer Späher zu zerstreuen, dass es sich bei dem als Knecht gekleideten Gustav Vasa um eben jenen handeln könne. Später soll oben genannter Sven Gustav Vasa, versteckt im Stroh, mit seinem Wagen weitergebracht haben.
Im 17. Jahrhundert fand die Geschichte Einzug in schwedische Geschichtsbücher. Belege für ihre Richtigkeit gibt es keine. Allerdings hat Gustav Wasa nachweislich einen Mann mit Namen Sven im Jahre 1524 als Boten in Isala benutzt.
Die berühmte Scheune von Isala, auch „Königsscheune“ (kungsladan) genannt, ist eine Tenne, die der staatlichen Immobilienverwaltung Statens fastighetsverk gehört. Mittels Dendrochronologie wurde sie auf nach 1483 datiert.

### Gedenktafel
Bei einem Besuch im Jahre 1787 ließ König Gustav III. vor der Scheune ein Denkmal aus Porphyr errichten. Darauf steht (auf Schwedisch) geschrieben:

### Medaille
Zum Gedenken an seinen Besuch und an Gustav Wasa und den Bauern Sven vergab Gustav III. Schwedens bisher einzige erbliche Medaille, die sogenannte Isalamedaille. Sie wird bis heute von den Nachfahren Sven Elfssons getragen.